# Aarif Rahman
Aarif Rahman (chinesisch 李治廷 / 李治廷, Pinyin Lǐ Zhìtíng; * 26. Februar 1987 in British Hong Kong; auch als Aarif Lee Zhi-ting bekannt) ist ein Hongkonger Schauspieler und Sänger.

## Leben
Rahman wurde am 26. Februar 1987 im damaligen British Hong Kong als jüngstes von drei Kindern geboren. Sein Vater ist arabisch-malaysischer, chinesischer sowie malaiischer Herkunft, seine Mutter ist Hongkong-Chinesin. Er besuchte die King George V School und machte später erfolgreich ein Studium am Imperial College London. Erste Aufmerksamkeit in der Öffentlichkeit erfuhr er, als er an Janice Vidals 2009 erschienenem Album Morning mitwirkte. Ein Jahr später machte er sein Filmschauspieldebüt in Echoes of the Rainbow. Im selben Jahr stellte er in Bruce Lee – Die Legende des Drachen die titelgebende, historische Hauptrolle des Schauspielers und Kampfsportlers Bruce Lee dar. In den nächsten Jahren folgten weitere Filmrollen in verschiedenen Filmproduktionen. 2015 war er in insgesamt 52 Episoden der Fernsehserie The Empress of China in den Rollen des Emperor Gaozong of Tang und des Li Zhi zu sehen. 2017 spielte er die Rolle des Jones im Film Kung Fu Yoga – Der goldene Arm der Götter an der Seite von Jackie Chan. 2019 verkörperte er die Rolle des Wu You in 57 Episoden der Fernsehserie Princess Silver.

## Filmografie (Auswahl)
- 2010: Echoes of the Rainbow (岁月神偷/Sui yuet san tau)
- 2010: Frozen (Wai nei chung ching)
- 2010: Bruce Lee – Die Legende des Drachen (李小龙我的兄弟/Li xiao long)
- 2011: I Love Hong Kong (我爱HK开心万岁/Ngo oi Heung Gong: Hoi sum man seoi)
- 2011: The Allure of Tears (Qing cheng zhi lei)
- 2011: Dear Enemy (Qin Mi Di Ren)
- 2012: Cold War (Hon zin)
- 2013: One Night Surprise (夜惊喜/Yi ye jing xi)
- 2014: South of the Clouds (Bei hui gui xian)
- 2015: Tales of Mystery (怪谈/Guai tan)
- 2015: The Empress of China (武媚娘传奇/Wu Mei Niang chuan qi, Fernsehserie, 52 Episoden)
- 2016: The Shimajiro Movie: Shimajiro in Bookland (巧虎電影繪本王國歷險記/Gekijouban Shimajirou no wao!: Shimajirou to ehon no kuni)
- 2016: Cold War (Hon zin 2)
- 2016: L.O.R.D: Legend of Ravaging Dynasties (爵迹/Jue ji)
- 2016: Making Family
- 2017: Kung Fu Yoga – Der goldene Arm der Götter (功夫瑜伽/Gong fu yu jia)
- 2017: The Thousand Faces of Dunjia (奇门遁甲/Qimen Dunjia)
- 2019: Special Couple (合法伴侣/Special Couple)
- 2019: Princess Silver (Fernsehserie, 57 Episoden)
- 2020: Charming and Countries (Fernsehserie)
- 2020: Ivy Monsters (Fernsehserie)
- 2021: Fireflies in the Sun (误杀2/Wu sha 2)
- 2022: 12 Hours (极地追击/Ji di zhui ji)
- 2022: Wolf Pack (狼群/Lang qun)

## Diskografie (Auswahl)
- 2009: Starting from Today, Label: Amusic, Veröffentlichungsdatum: 26. November 2009
- 2010: Starting from Today 2nd Version, Label: Amusic, Veröffentlichungsdatum: 5. Februar 2010
- 2011: Everything, Label: Amusic, Veröffentlichungsdatum: 16. August 2011
- 2014: Aarif's Love, Label: Amusic, Veröffentlichungsdatum: 14. März 2014